# Celebrity Infinity
Die Celebrity Infinity (dt. Unendlichkeit)  ist ein Panamax-Kreuzfahrtschiff der Reederei Celebrity Cruises. Sie wurde als zweites von vier Schiffen der Millennium-Klasse auf der französischen Werft Chantiers de l’Atlantique in Saint-Nazaire gebaut und am 3. März 2001 als Infinity unter der Flagge Liberias in Dienst gestellt. Ihre Schwesterschiffe sind die Celebrity Millennium (2000), die Celebrity Summit (2001) und die Celebrity Constellation (2002).

## Geschichte
Die mit der Baunummer S31 am 11. Oktober 1999 auf Kiel gelegte Infinity war das zweite Kreuzfahrtschiff, welches mit energiesparenden und umweltfreundlichen Gasturbinen sowie Propellergondeln ausgestattet wurde. Ebenso wie ihr Schwesterschiff Millennium hatte die Infinity mit diesem Antriebssystem von Anfang an erhebliche Probleme. So mussten drei Monate nach der Auslieferung zwei Kreuzfahrten abgesagt werden und in der Folgezeit kam es immer wieder zu Störungen.
Das Kreuzfahrtschiff besitzt elf Decks, davon zehn Passagierdecks (Continental Deck, Plaza Deck, Promenaden Deck, Entertainment Deck, Penthouse Deck, Vista Deck, Panorama Deck, Sky Deck, Resort Deck, Sunrise Deck). Den Fahrgästen stehen 1035 Innen- und Außenkabinen sowie Suiten zur Verfügung. Es gibt zwei Außen- und einen Innenpool sowie vier Whirlpools.
Im Juni 2002 erfolgte der Wechsel in das Schiffsregister der Bahamas. Die Namensänderung in Celebrity Infinity wurde am 18. Juni 2007 vollzogen. Seit Januar 2008 fährt sie unter der Flagge Maltas. Der Heimathafen ist seitdem Valletta.
Im November 2011 wurde die Celebrity Infinity auf der Grand Bahama Shipyard in Freetown Bahamas grundlegend renoviert und mit vielen Features der erfolgreichen neuen Solstice-Klasse ausgestattet. Dabei wurden 60 zusätzliche Kabinen eingebaut. Die Zahl der Passagiere erhöht sich dadurch um rund 6 Prozent auf insgesamt 2070 Passagiere.
Am 3. Juni 2016 kollidierte das Schiff mit einem Pier in Ketchikan.

## Einsatzgebiet
Von Seattle aus führt die Infinity seit der Indienststellung in der Sommersaison Kreuzfahrten in den Gewässern um Alaska durch. In der Wintersaison wird sie in Südamerika eingesetzt. Bei der Verlegung vom Basishafen Fort Lauderdale in das Zielgebiet und bei der Rückführung erfolgt die Passage des Panamakanals.
Die Celebrity Infinity war 2013 erstmals in europäischen Gewässern unterwegs. Das Schiff fuhr ab Harwich auf Kreuzfahrten zu den Britischen Inseln sowie den Fjorden von Norwegen und Island.
Im Winterhalbjahr wird sie weiterhin im Panamakanal und in Südamerika unterwegs sein.